# Aïcha Mohamed Robleh
Pour les articles homonymes, voir Robleh.
Aïcha Mohamed Robleh, née en 1965 à Djibouti, est une dramaturge et femme politique djiboutienne.
Diplômée en Droit du travail, option médecine du travail, elle est d'abord chef de service au ministère du Travail, puis est élue à l'Assemblée nationale en 2003, à l'un des sept sièges réservés aux femmes. En 2005, elle est nommée ministre de la Promotion de la femme, du Bien-être familial et des Affaires sociales, en remplacement de Hawa Ahmed Youssouf. 
Elle a fondé la troupe de théâtre La voix de l'Est et écrit de nombreuses pièces de théâtre (La Dévoilée). En 2015 est sorti son premier long métrage, consacré à la question des mutilations génitales,.